# Marmosops neblina
Marmosops neblina is een zoogdier uit de familie van de Didelphidae. De wetenschappelijke naam van de soort werd voor het eerst geldig gepubliceerd door Gardner in 1990.

## Voorkomen
De soort komt voor in Brazilië, Ecuador, Peru en Venezuela.